# Cyclopogon bicolor
Cyclopogon bicolor är en orkidéart som först beskrevs av Ker Gawl., och fick sitt nu gällande namn av Rudolf Schlechter. Cyclopogon bicolor ingår i släktet Cyclopogon, och familjen orkidéer. Inga underarter finns listade i Catalogue of Life.

## Bildgalleri

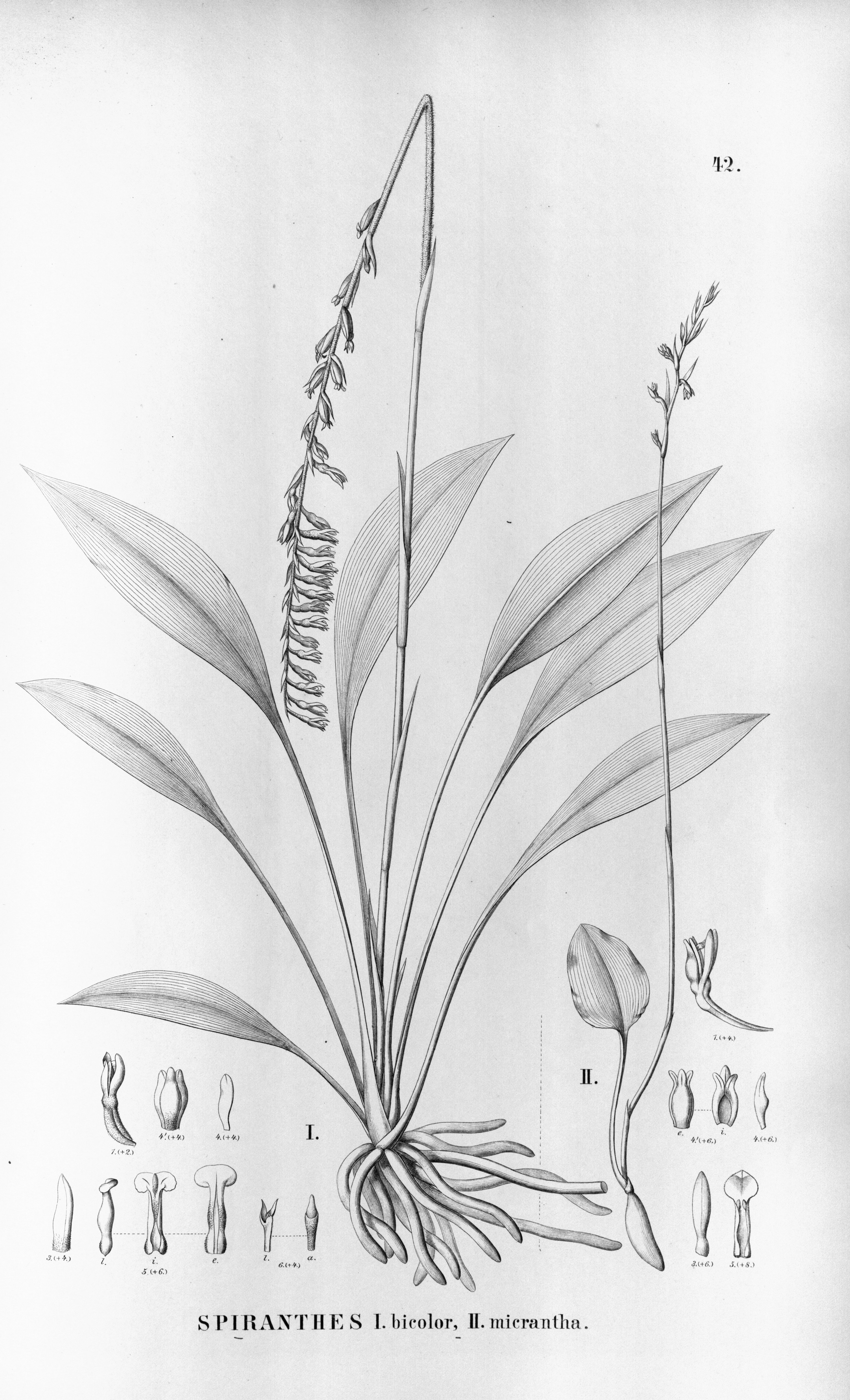